# Abu Kamal
Abu Kamal (arab. ‏أبو كمال‎), także Al-Bukamal (‏البوكمال‎) – miasto we wschodniej Syrii, nad Eufratem, w pobliżu granicy z Irakiem; ośrodek rzemiosła i handlu przy głównej drodze łączącej Aleppo z Bagdadem, port rzeczny.
W pobliżu znajdują się ruiny starożytnych miast: Mari i Dura Europos.

## Historia
W czasie syryjskiej wojny domowej zostało zajęte przez organizację terrorystyczną Państwo Islamskie (ISIS). 16 maja 2017 zbombardowane przez Siły Powietrzne Stanów Zjednoczonych działające w ramach międzynarodowej interwencji w regionie – w ataku zginęło 31 cywilów.
Siły Zbrojne Syrii pokonały ISIS w muhafazie Dajr az-Zaur jesienią 2017, 8 listopada spotykając się z żołnierzami Iraku idącymi z drugiej strony granicy. Odzyskanie kontroli nad Abu Kamal umożliwiło Syryjczykom transport zaopatrzenia z Iraku i Iranu.
30 września 2019 oficjalnie przywrócono do użytku przejście graniczne z Irakiem.